# Thailand op de Olympische Zomerspelen 1996
Thailand nam naar deel aan de Olympische Zomerspelen 1996 in Atlanta, Verenigde Staten. 

## Resultaten en deelnemers per onderdeel

### Atletiek
- Supaporn Hubson
- Kwuanfah Inchareon
- Ekkachai Janthana
- Sunisa Kawrungruang
- Sayan Namwong
- Kongdech Natenee
- Savitree Srichure
- Worasit Vechaphut

### Badminton
- Somharuthai Charoensiri
- Kittipon Kittikul
- Khunakorn Suthisod
- Pornsawan Plungwech
- Siripong Siripool
- Pramote Teerawiwatana
- Sakrapee Thongsari

### Boksen
- Somluck Kamsing
- Vichai Khadpo
- Somrot Kamsing
- Parkpoom Jangphonak
- Phamuansak Phasuwan
- Phongsit Veangviseth

### Gewichtheffen
- Nopadol Wanwang

### Judo
- Pitak Kampita

### Tennis
- Benjamas Sangaram
- Tamarine Tanasugarn

### Schietsport
- Jarintorn Dangpiam
- Surin Klomjai
- Jakkrit Panichpatikum

### Schoonspringen
| Olympiër      | Discipline    | Resultaat | Prestatie                |
| ------------- | ------------- | --------- | ------------------------ |
| Suchart Pichi | 3 m plank (m) | 34e       | voorronde: 257.13 punten |

- Sukrutai Tommaoros

### Zeilen
- Arun Homraruen

### Zwemmen
- Praphalsai Minpraphal
- Dulyarit Phuangthong
- Torlarp Sethsothorn
- Ratapong Sirasanont
- Ravee Intaporn-Udom
- Niti Intharapichai

Afghanistan · Albanië · Algerije · Amerikaanse Maagdeneilanden · Amerikaans-Samoa · Andorra · Angola · Antigua‑Barbuda · Argentinië · Armenië · Aruba · Australië · Azerbeidzjan · Bahama's · Bahrein · Bangladesh · Barbados · België · Belize · Benin · Bermuda · Bhutan · Bolivia · Bosnië en Herzegovina · Botswana · Brazilië · Britse Maagdeneilanden · Brunei · Bulgarije · Burkina Faso · Burundi · Cambodja · Canada · Centraal-Afrikaanse Republiek · Chili · China · Chinees Taipei · Colombia · Comoren · Congo-Brazzaville · Cookeilanden · Costa Rica · Cuba · Cyprus · Denemarken · Djibouti · Dominica · Dominicaanse Republiek · Duitsland · Ecuador · Egypte · El Salvador · Equatoriaal-Guinea · Estland · Ethiopië · Fiji · Filipijnen · Finland · Frankrijk · Gabon · Gambia · Georgië · Ghana · Grenada · Griekenland · Groot-Brittannië · Guam · Guatemala · Guinee · Guinee-Bissau · Guyana · Haïti · Honduras · Hongarije · Hongkong · Ierland · IJsland · India · Indonesië · Irak · Iran · Israël · Italië · Ivoorkust · Jamaica · Japan · Jemen · Joegoslavië · Jordanië · Kaaimaneilanden · Kaapverdië · Kameroen · Kazachstan · Kenia · Kirgizië · Koeweit · Kroatië · Laos · Lesotho · Letland · Libanon · Liberia · Libië · Liechtenstein · Litouwen · Luxemburg ·  Macedonië · Madagaskar · Malawi · Malediven · Maleisië · Mali · Malta · Marokko · Mauritanië · Mauritius · Mexico · Moldavië · Monaco · Mongolië · Mozambique · Myanmar · Namibië · Nauru · Nederland · Nederlandse Antillen · Nepal · Nicaragua · Nieuw-Zeeland · Niger · Nigeria · Noord-Korea · Noorwegen · Oeganda · Oekraïne · Oezbekistan · Oman · Oostenrijk · Pakistan · Palestina · Panama · Papoea-Nieuw-Guinea · Paraguay · Peru · Polen · Portugal · Puerto Rico · Qatar · Roemenië · Rusland · Rwanda · Saint Kitts en Nevis · Saint Lucia · Saint Vincent en Grenadines · Salomonseilanden · Samoa · San Marino · Sao Tomé en Principe · Saoedi-Arabië · Senegal · Seychellen · Sierra Leone · Singapore · Slovenië · Slowakije · Soedan · Somalië · Spanje · Sri Lanka · Suriname · Swaziland · Syrië · Tadzjikistan · Tanzania · Thailand · Togo · Tonga · Trinidad en Tobago · Tsjaad · Tsjechië · Tunesië · Turkije · Turkmenistan · Uruguay · Vanuatu · Venezuela · Verenigde Arabische Emiraten · Verenigde Staten · Vietnam · Wit-Rusland · Zaïre · Zambia · Zimbabwe · Zuid-Afrika · Zuid-Korea · Zweden · Zwitserland